# Przyczyna Górna
Przyczyna Górna (prononciation : [pʂɨˈt͡ʂɨna ˈɡurna]) est un village polonais de la gmina de Wschowa dans le powiat de Wschowa de la voïvodie de Lubusz dans l'ouest de la Pologne.
Il se situe à environ 3 km à l'ouest de Wschowa (siège du powiat) et 55 km à l'est de Zielona Góra (siège de la diétine régionale).
Le village comptait approximativement une population de 612 habitants en 2009.

## Histoire
Après la Seconde Guerre mondiale, avec les conséquences de la Conférence de Potsdam et la mise en œuvre de la ligne Oder-Neisse, le village est intégré à la République populaire de Pologne. La population d'origine allemande est expulsée et remplacée par des polonais.
De 1975 à 1998, le village appartenait administrativement à la voïvodie de Leszno. Depuis 1999, il appartient administrativement à la voïvodie de Lubusz